# Deutscher Fernsehpreis 2017
| Logo des Deutschen Fernsehpreises 2017 |
| -------------------------------------- |

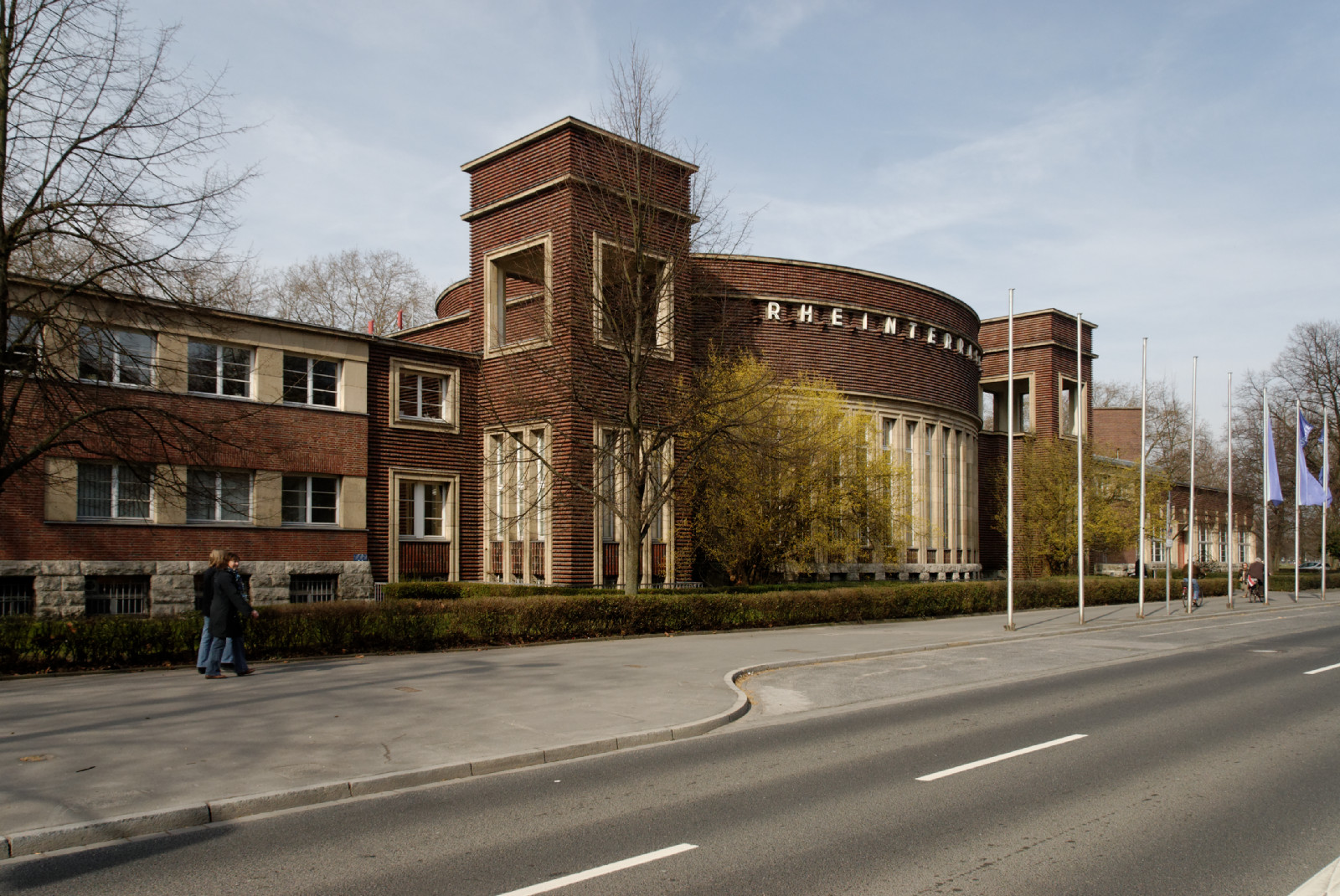
Die Rheinterrasse, Veranstaltungsort der Verleihung 2017

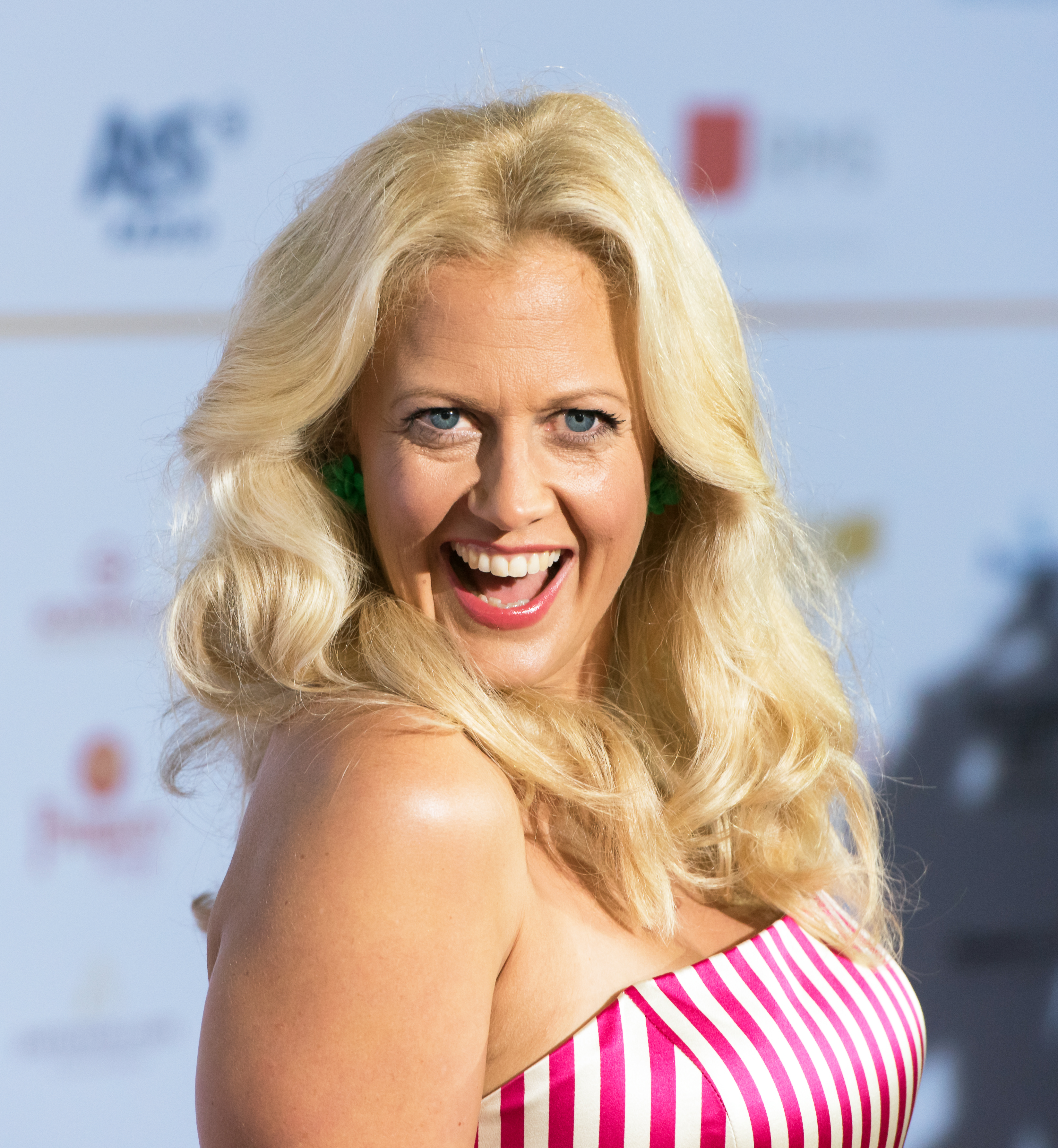
Barbara Schöneberger, Moderatorin der Verleihung 2017

Die Verleihung des Deutschen Fernsehpreises 2017 fand am 2. Februar 2017 im Rahmen eines Branchentreffens zum zweiten Mal in der Rheinterrasse in Düsseldorf statt. Die Moderation der 18. Verleihung dieser Auszeichnung übernahm wie im Vorjahr Barbara Schöneberger.
Federführend für die Ausrichtung war turnusgemäß das ZDF unter der Verantwortung vom Unterhaltungschef Oliver Heidemann.
Am selben Abend der dreistündigen Verleihung zeigte das ZDF um ca. 23:15 Uhr eine 45-minütige Zusammenfassung der Verleihung in einem Leute heute spezial; diese wurde von insgesamt 1,34 Millionen Menschen gesehen.

## Jury
Die Jury für den Deutschen Fernsehpreis 2017 bestand aus
- Lutz Carstens (Chefredakteur TV Spielfilm) als Vorsitzender

sowie aus
- Bettina Josmann (Producerin Caligari Entertainment),
- Jakob Krebs (Leitung dctp.tv/Geschäftsführer dctp),
- Philipp Laude (Schauspieler/Comedian/YouTuber),
- Thomas Lückerath (Chefredakteur/Geschäftsführer DWDL Medienmagazin)
- Peter Nadermann (Produzent/Geschäftsführer Nadcon Film),
- Caroline Peters (Schauspielerin),
- Nicole Rosenbach (Autorin und Regisseurin),
- Marcus Uhl (Geschäftsführer Bilderfest) und
- Wilfried Urbe (freier Medienjournalist).

## Preisträger und Nominierungen
| Film/Format                                           | N | A |
| ----------------------------------------------------- | - | - |
| Winnetou – Der Mythos lebt                            | 5 | 2 |
| Ku’damm 56                                            | 4 | 2 |
| Auf kurze Distanz                                     | 4 | 0 |
| Familienfest                                          | 3 | 2 |
| Mitten in Deutschland: NSU                            | 3 | 2 |
| Der Fall Barschel                                     | 3 | 1 |
| Die Story im Ersten                                   | 3 | 1 |
| Terror – Ihr Urteil                                   | 3 | 1 |
| Das weiße Kaninchen                                   | 3 | 0 |
| Duell der Brüder – Die Geschichte von Adidas und Puma | 3 | 0 |
| Tempel                                                | 3 | 0 |
| auslandsjournal                                       | 2 | 1 |
| Club der roten Bänder                                 | 2 | 1 |
| Die beste Show der Welt                               | 2 | 1 |
| Jack the Ripper – Eine Frau jagt einen Mörder         | 2 | 1 |
| Wellness für Paare                                    | 2 | 1 |
| Familie!                                              | 2 | 0 |
| Morgen hör ich auf                                    | 2 | 0 |
| Wer weiß denn sowas?                                  | 2 | 0 |

Die Nominierungen für den Deutschen Fernsehpreis 2017 wurden erstmals einzeln nach den drei Programmbereichen Fiktion, Unterhaltung sowie Information und Sport bekanntgegeben. Am 19. Dezember 2016 wurden die Nominierungen für die fiktionalen Kategorien bekannt, am 12. Januar 2017 für die restlichen Kategorien. Die Preisträger wurden während der Verleihung am 2. Februar 2017 bekannt gegeben.

### Bester Fernsehfilm
Familienfest (ZDF)
Auf kurze Distanz (ARD/WDR)
Das weiße Kaninchen (ARD/SWR)
Duell der Brüder – Die Geschichte von Adidas und Puma (RTL)
Terror – Ihr Urteil (ARD)

### Bester Mehrteiler
Mitten in Deutschland: NSU (ARD/SWR/BR/WDR/MDR)
Der Fall Barschel (ARD)
Familie! (ZDF)
Ku’damm 56 (ZDF)
Winnetou – Der Mythos lebt (RTL)

### Beste Serie
Club der roten Bänder (VOX)
Morgen hör ich auf (ZDF)
Tempel (ZDFneo)

### Beste Schauspielerin
Sonja Gerhardt für Ku’damm 56 (ZDF) und Jack the Ripper – Eine Frau jagt einen Mörder (Sat.1)
Anna Maria Mühe für Mitten in Deutschland: NSU (ARD/SWR/BR/WDR/MDR) und Familie! (ZDF)
Jutta Hoffmann für Ein Teil von uns (ARD/BR)
Katharina Marie Schubert für Wellness für Paare (ARD/WDR) und Wer aufgibt ist tot (ARD/WDR)
Petra Schmidt-Schaller für Ein gefährliches Angebot (ZDF/ZDFneo), Das Dorf des Schweigens (ZDF) und Ein Mann unter Verdacht (ZDF)

### Bester Schauspieler
Martin Brambach für Der Fall Barschel (ARD) und Wellness für Paare (ARD/WDR)
Edin Hasanović für Auf kurze Distanz (ARD/WDR) und Familie Braun (ZDF)
Ken Duken für Tempel (ZDFneo) und Duell der Brüder – Die Geschichte von Adidas und Puma (RTL)
Lars Eidinger für Familienfest (ZDF) und Terror – Ihr Urteil (ARD)
Wotan Wilke Möhring für Winnetou – Der Mythos lebt (RTL)

### Beste Regie
Lars Kraume für Terror – Ihr Urteil (ARD) und Familienfest (ZDF)
Sherry Hormann für Tödliche Geheimnisse (ARD/ORF)
Philipp Kadelbach für Auf kurze Distanz (ARD/WDR)

### Bestes Buch
Annette Hess für Ku’damm 56 (ZDF)
Arne Nolting und Jan Martin Scharf für Club der roten Bänder (VOX)
Holger Karsten Schmidt für Auf kurze Distanz (RTL), Das weiße Kaninchen (ARD/SWR) und Jack the Ripper – Eine Frau jagt einen Mörder (Sat.1)

### Beste Kamera
Frank Lamm für Die Täter – Heute ist nicht alle Tage (ARD/SWR/MDR)
Sten Mende für Winnetou – Der Mythos lebt (RTL)
Christian Stangassinger für Tempel (ZDFneo)

### Bester Schnitt
Claudia Wolscht für Zielfahnder – Flucht in die Karpaten (ARD/WDR)
Benjamin Hembus für Brief an mein Leben (ZDF)
Andreas Radtke für Der Fall Barschel (ARD)

### Beste Musik
Heiko Maile für Winnetou – Der Mythos lebt (RTL)
Manu Kurz und Alexander Maschke für Morgen hör ich auf (ZDF)
Sven Rossenbach und Florian van Volxem für Das weiße Kaninchen (ARD/SWR)

### Beste Ausstattung
Matthias Müsse für Winnetou – Der Mythos lebt (RTL)
Julian Augustin und Pierre Pfundt (Szenenbild) für Duell der Brüder – Die Geschichte von Adidas und Puma (RTL)
Maria Schicker (Kostüm) und Lars Lange (Szenenbild) für Ku’damm 56 (ZDF)

### Beste Unterhaltung Primetime
Die beste Show der Welt (ProSieben)
Grill den Henssler (VOX)
Ninja Warrior Germany (RTL)
The Voice of Germany (ProSieben/Sat.1)
Wer weiß denn sowas? XXL (ARD/NDR)

### Beste Unterhaltung Late Night
Neo Magazin Royale (ZDF/ZDFneo)
Luke! Die Woche und ich (Sat.1)
PussyTerror TV (WDR)

### Beste Moderation Unterhaltung
Rocket Beans: Nils Bomhoff, Etienne Gardé, Daniel Budiman und Simon Krätschmer für Rocket Beans TV und Nitro Autoquartett (RTL Nitro)
Elton für 1, 2 oder 3 (ZDF/KiKA/ORF), Das ProSieben Auswärtsspiel (ProSieben), Schlag den Star (ProSieben) und Wer weiß denn sowas? (ARD/NDR)
Jeannine Michaelsen für Teamwork – Spiel mit deinem Star (ProSieben), Die beste Show der Welt (ProSieben) und Ponyhof (TNT Comedy)

### Beste Comedy / Kabarett
Das Lachen der Anderen (WDR)
extra 3 (ARD/NDR)
Sketch History (ZDF)

### Bestes Factual Entertainment
Kitchen Impossible (VOX)
Bares für Rares (ZDF)
Die Höhle der Löwen (VOX)

### Beste Information
Panama Papers – Im Schattenreich der Offshorefirmen: Christoph Lütgert, Christian Deker, Willem Konrad, Nils Casjens, Elena Kuch, Jan Lukas Strozyk für Die Story im Ersten (ARD/NDR/WDR)
auslandsjournal (ZDF)
scobel (3sat/ZDF)

### Beste Persönliche Leistung Information
Christiane Meier für ARD-Morgenmagazin (ARD/WDR)
Harald Lesch für Faszination Universum, Leschs Kosmos und Terra X Lesch & Co (ZDF)
Antonia Rados für Erdogan-Interview (RTL/n-tv) und Chaos vor Europas Haustür (RTL)

### Beste Dokumentation / Reportage
auslandsjournal – die doku: Das Schicksal der Kinder von Aleppo – Neue Heimat Deutschland (ZDF)
Die Story im Ersten: Erstickt im LKW – Das Ende einer Flucht (ARD/NDR/WDR)
Die Story im Ersten: Der lange Arm des IS – Wie der Terror nach Europa kommt (ARD/NDR/WDR)
Frontal21 Dokumentation: Putins geheimes Netzwerk – Wie Russland den Westen spaltet (ZDF)
Schöne neue Welt – Wie Silicon Valley unsere Zukunft bestimmt (ZDF)

### Bestes Infotainment
Galileo (ProSieben)
Das Jenke-Experiment (RTL)
Make Love (ZDF)

### Beste Sportsendung
Tennis: Australian- und US-Open-Finals der Damen (Eurosport)
Formel 1 – Saison 2016 (RTL)
Handball-EM (ARD/NDR/WDR)

## Weitere Preisträger
Die folgenden Preise sind von den Stiftern des Deutschen Fernsehpreises gesetzte Preise und wurden ohne vorherige Nominierung verliehen. Zu den Stiftern 2017 gehörten wie im Vorjahr Frank Hoffmann, Geschäftsführer von RTL Television, Thomas Bellut, Intendant des ZDFs, Tom Buhrow, Intendant des WDRs, sowie Kaspar Pflüger, Geschäftsführer von Sat.1, an.

### Ehrenpreis der Stifter
Am 24. Januar 2017 wurde verkündet, dass die Stifter des Deutschen Fernsehpreises den Ehrenpreis 2017 an die österreichisch-deutsche Schauspielerin Senta Berger verleihen.

### Förder-/Nachwuchspreis
Der mit 15.000 Euro dotierte Förderpreis für den Nachwuchs haben die Produzenten Marc Schießer, Marcel Becker-Neu und Christina Ann Zalamea für Wishlist (funk/Radio Bremen) erhalten. Dies wurde während der Verleihung bekannt gegeben.